# La Rochette (Alpes de Alta Provenza)
 La Rochette  es una población y comuna francesa, situada en la región de Provenza-Alpes-Costa Azul, departamento de Alpes de Alta Provenza, en el distrito de Castellane y cantón de Entrevaux.

## Demografía
| 90 | 74 | 66 | 41 | 48 | 53 |
| Para los censos de 1962 a 1999 la población legal corresponde a la población sin duplicidades (Fuente: INSEE [Consultar]) |    |    |    |    |    |